# Max Wegner (Schriftsteller)
Max Wegner (* 26. Oktober 1915 in Holzwickede; † 22. Oktober 1944 in Berghofen, Hessen) war ein deutscher Schriftsteller.

## Leben und Werk
Wegner war ein vom Nationalsozialismus geprägter Schriftsteller, der in der Zeit des Nationalsozialismus schrieb. Bekannt wurde Wegner hauptsächlich mit seinem 1939 veröffentlichten historischen Roman Borius Wichart, der zur Zeit der Gegenreformation spielt. Die Titelfigur ist an Liborius Wichard, einem Bürgermeister Paderborns zu Beginn des 17. Jahrhunderts, orientiert. Der Ideologie des Nationalsozialismus entsprechend wird Wichard im Roman Wegners als Typos des unbeugsamen und aufrechten Deutschen gezeichnet. Nach 1942 (5. Auflage) erfuhr das Werk keine weiteren Auflagen mehr. Im Juli 1940 publizierte Wegner in den Nationalsozialistischen Monatsheften die Weiheverse Gelöbnis als Huldigung Adolf Hitlers.
Wegner verfasste mehrere Bühnenstücke (Die gebrochenen Hände über Tilman Riemenschneider), Romane, Erzählungen und Gedichte, die im Einklang mit den völkisch-nationalen und ideologischen Strömungen seiner Zeit standen.
Er war der Herausgeber der Sammlungen Wir glauben! Junge Dichtung der Gegenwart (1937) sowie Muttererde – Vaterland! Die deutsche Heimat in Erzählungen, Gedichten und Bildern (1941).
Max Wegner wurde am 26. Oktober 1944 in Battenberg (Eder) beerdigt. Die Grabanlage existiert noch auf dem örtlichen Gemeindefriedhof in Berghofen im Jahre 2005. Der vorhandene Grabstein wurde allerdings erst im Jahre 1984 neu gesetzt. Insofern dürfte damit das nicht korrekt angegebene Sterbedatum (29. Oktober 1944) zu erklären sein, welches auf dem Grabstein zu lesen ist.
Nach Ende des Zweiten Weltkrieges wurden Wegners Schriften Tilmann Riemenschneider. Der Deutsche, Künstler und Rebell (Pfeiffer, Landsberg 1937), Pflicht (Truckenmüller, Stuttgart 1939), Jungen und Mädel im Krieg (mit Willi Dißmann; Schneider, Berlin 1941), Muttererde, Vaterland (Truckenmüller, Stuttgart 1942), Wir glauben! Junge Dichtung der Gegenwart (Truckenmüller, Stuttgart 1942) sowie das von ihm herausgegebene Ewiger Quell (Truckenmüller, Stuttgart 1943) in der Sowjetischen Besatzungszone auf die Liste der auszusondernden Literatur gesetzt.

## Werke (Auswahl)
- Die gebrochenen Hände. Eine Tilman-Riemenschneider-Erzählung, Landsberg 1937.
- Borius Wichart. Roman aus der Gegenreformation, Stuttgart: Truckenmüller 1939.
- Pflicht. Ein Ring. Erzählungen, Stuttgart: Truckenmüller 1939
- Die Frucht wächst im Gewitter. Drei Erzählungen von Matthias Grünewald, Tilman Riemenschneider, Jörg (Jerg) Ratgeb, Stuttgart: Truckenmüller 1940
- Muttererde – Vaterland. Die deutsche Heimat und ihre Menschen in Erzählungen und Bildern, Stuttgart: Truckenmüller o. J.
- Der Deutsche. Künstler und Rebell, Stuttgart: Truckenmüller 1943.
- Die Saat der Freiheit. Erzählungen, Berlin: Ährenlese 1943.
- Tilman Riemenschneider. Zeit, Mensch und Werk, Stuttgart: Truckenmüller 1943.